# Lommetjärnet (Dalskogs socken, Dalsland)
Lommetjärnet är en sjö i Melleruds kommun i Dalsland och ingår i Göta älvs huvudavrinningsområde.